# Diplectrum bivittatum
Diplectrum bivittatum là một loài cá biển thuộc chi Diplectrum trong họ Cá mú. Loài này được mô tả lần đầu tiên vào năm 1828.

## Phân bố và môi trường sống
D. bivittatum có phạm vi phân bố rộng rãi ở Tây Đại Tây Dương. Loài này được tìm thấy từ bang Florida (Hoa Kỳ), trải rộng khắp bờ vịnh Mexico và xuống khắp biển Caribe ở phía nam (ngoại trừ quần đảo Cayman và các hòn đảo ngoài khơi Venezuela, cũng không được ghi nhận tại Bahamas), dọc theo Nam Mỹ đến phía bắc Brazil. D. bivittatum sống xung quanh các rạn san hô gần bờ, độ sâu khoảng 120 m trở lại, nhưng thường thấy trong khoảng 15 – 80 m.

## Mô tả
D. bivittatum trưởng thành có chiều dài cơ thể lớn nhất được ghi nhận là 25 cm; cá mái trưởng thành tình dục khi đạt chiều dài 9 cm. Đầu và thân của cá thể trưởng thành màu nâu nhạt, ánh màu vàng đồng ở lưng và trắng ở bụng; có 2 sọc đen dọc theo chiều dài cơ thể với các sọc ngắn theo chiều dọc chia cắt các sọc dài; các vệt màu xanh ánh kim trên má và dưới mắt.
Số gai ở vây lưng: 10; Số tia vây mềm ở vây lưng: 11 - 13; Số gai ở vây hậu môn: 3; Số tia vây mềm ở vây hậu môn: 6 - 8; Số tia vây mềm ở vây ngực: 14 - 16; Số vảy đường bên: 61 - 63.
Thức ăn của D. bivittatum là các loài động vật giáp xác. Chúng sinh sản vào mùa hè.